# Медресе Мир Бакобой
Медресе Мир Бакобой (Ходжа Мулло Мир Бако, Медресе Мир Бокий-Тим) (узб. Mir Baqoboy madrasasi) — уничтоженное в 2009—2010 годах "культурное наследие Узбекистана", находящееся под охраной государства с 2019 года. Утраченное здание медресе в историческом центре Бухары (Узбекистан), воздвигнутое в 1911 году при узбекском правителе Алим-хане (1910—1920) на средства местного богатого купца — Бакобоя.
Бакобой принадлежал к купеческой верхушке Бухарского эмирата, торговал коврами и являлся крупным торговцем кустарного бархата. Его лавка находилась в Тиме Абдулла-хана
Медресе располагалось на улице «Тупхона» махалли им. Мирзо Улугбека. Было уничтожено в 2009—2010 годах, а на его место был построен частный дом. Государственная программа 2010 года в 2015 году предусматривала капитальное восстановление и реставрацию утраченного медресе. Взято под охрану государства, спустя 10 лет фактического его уничтожения. Входит в «Национальный перечень объектов недвижимости материального культурного наследия Узбекистана» (утверждён 04.10.2019 г.) под другим названием — Медресе Мир Бокий-Тим.
Неизвестны причины уничтожения медресе с последующим его переименования на Мир Бокий-Тим, спустя почти 100 лет с его основания. Данное название медресе фигурирует лишь в современных нормативных актах Узбекистана.